# Клондайк (трасса)
Трасса Клондайк, другие названия — Юконская трасса 5, трасса Британской Колумбии 2, или Аляскинский маршрут 98, соединяет город Скагуэй на Аляске, США, с городом Доусон в территории Юкон, Канада. Общая протяженность трассы 716 км.
Первые 24 км идут по территории США, затем трасса пересекает границу и проходит по территории канадской провинции Британская Колумбия до 81 км, оставшаяся часть маршрута проходит по территории Юкона. Долгое время трасса состояла из двух частей: южной и северной.

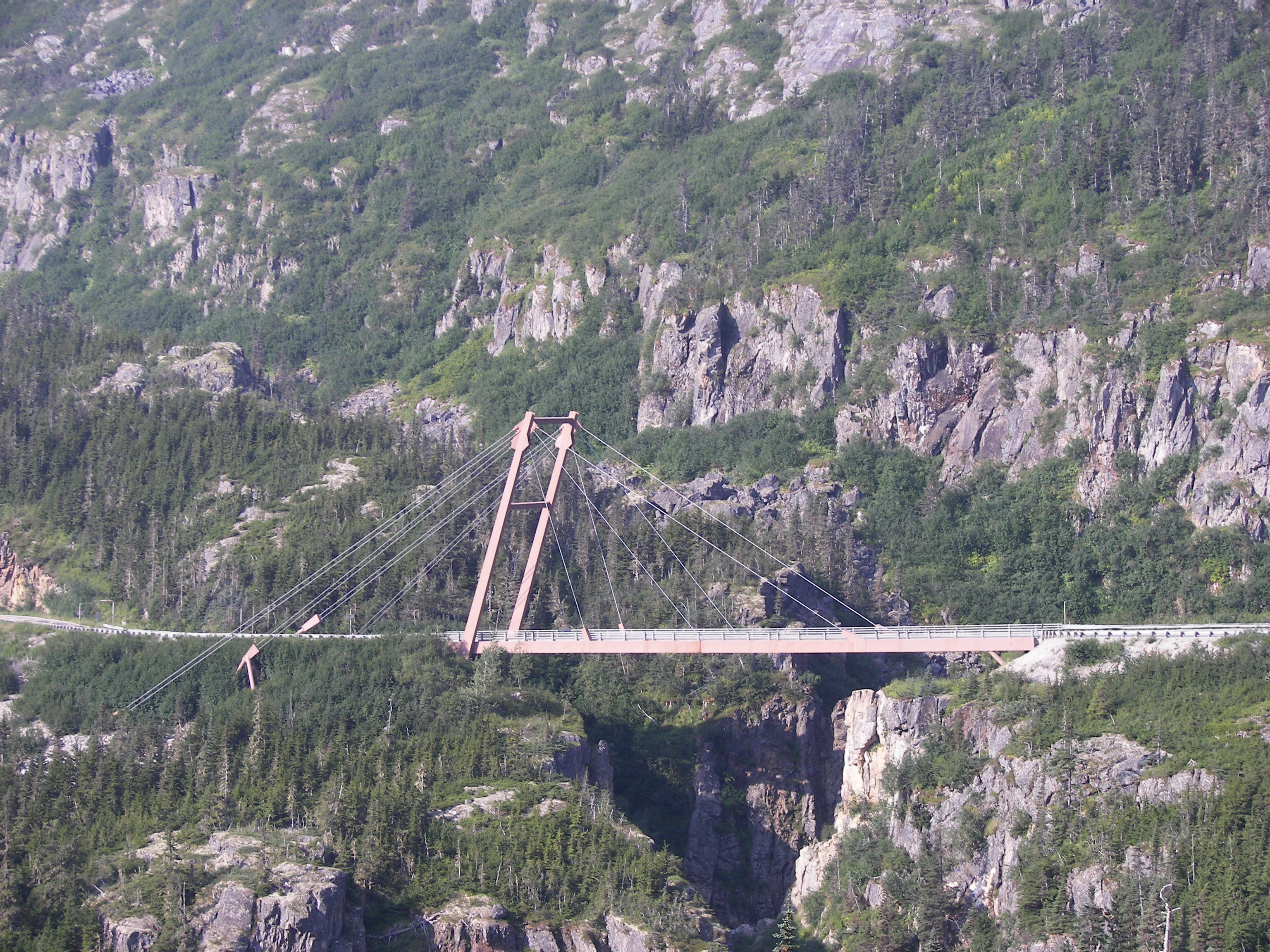
Мост Уильяма Мура, Аляска

Южная часть трассы между городами Скагуэй и Уайтхорс, которая имеет протяженность 192 км, полностью была открыта в 1978 году. Задолго до этого маршрутом пользовались индейские народы. В этой части находится уникальный мост Уильяма Мура и заброшенные шахты начала XX века, когда регион охватила серебряная лихорадка. Здесь берут начало многочисленные притоки реки Юкон.
Северная часть Клондайкской трассы была особенно популярна во время золотой лихорадки, так как именно по ней стекались охотники за золотом в долину реки Клондайк. Протяженность трассы 541 км.